# Jerzy Popiełuszko
Jerzy Popiełuszko  (Okopy, Suchowola, 14 de setembro de 1947 — Włocławek, 19 de outubro de 1984) foi um sacerdote católico da Polónia, associado ao sindicato Solidarność (Solidariedade) que foi assassinado pelos serviços secretos comunistas, a Służba Bezpieczeństwa.
Jerzy Popiełuszko (pronúncia: jɛʐɨ popʲɛwuʂko) era um sacerdote carismático que foi primeiramente enviado aos grevistas na siderurgia de Varsóvia. Pouco depois associou-se aos trabalhadores e sindicalistas do movimento Solidariedade, que se opunham ao regime comunista polaco. Era um acérrimo anti-comunista e, nos seus sermões, intercalava exortações espirituais com mensagens políticas que criticavam o sistema comunista e motivavam as pessoas a protestar. Durante o período de vigência da lei marcial, a Igreja Católica foi a única força que pôde ter uma voz de protesto comparativamente aberta, com a celebração regular de missas que apresentavam oportunidades para reuniões públicas nas igrejas.
Os sermões de Popiełuszko eram normalmente transmitidos pela Rádio Free Europe, e com eles ficou famoso a em toda a Polónia, devido à postura intransigente contra o regime. A Służba Bezpieczeństwa encarregou-se de o silenciar ou intimidar. Quando estas técnicas não funcionaram, forjaram provas contra ele, levando à sua prisão em 1983, mas foi libertado por intervenção do clero e perdoado por uma amnistia.
Foi encenado um acidente de automóvel para assassinar Jerzy Popiełuszko em 13 de outubro de 1984, mas o sacerdote escapou com vida. O plano alternativo era sequestrá-lo e foi levado a cabo poucos dias depois, em 19 de outubro: o sacerdote foi golpeado por três oficiais da polícia secreta. Ainda com vida foi lançado para o interior de uma albufeira no rio Vístula, perto de Włocławek, dentro de um saco com pedras para que o seu corpo não flutuasse. Ose seus restos mortais foram recuperados em 30 de outubro de 1984.
As notícias do assassinato político causaram grande comoção em toda a Polónia e os assassinos e um dos seus superiores foram condenados pelo crime. Mais de 250 000 pessoas assistiram ao funeral do sacerdote, incluindo Lech Wałęsa. O funeral foi realizado em 3 de novembro de 1984. Apesar do assassinato e das suas repercussões, o regime comunista permaneceu no poder até 1989.
Em 1997, a Igreja Católica iniciou o processo para a sua beatificação. Em 2008 foi considerado Servo de Deus. Em 19 de dezembro de 2009 foi anunciada a aprovação da beatificação pelo Papa Bento XVI. Foi declarado Beato em 6 de junho de 2010 em  cerimónia celebrada na Plaza Pilsudski em Varsóvia, na presença da sua mãe, Marianna Popiełuszka, que tinha completado 100 anos de vida poucos dias antes.
O conhecido compositor polaco Andrzej Panufnik escreveu um concerto para fagote em 1985 em memória de Popiełuszko. O documentário de Ronald Harwood A morte deliberada de um sacerdote polaco foi estreado no teatro Almeida em Londres em outubro de 1985, como encenação do julgamento dos assassinos de Popieluszko.
Em 20 de setembro de 2014, em Crétiel, França, foi iniciado o processo de canonização do Padre Popiełuszko.